# قلعة بيرات
قلعة بيرات (بالألبانية: Kalaja e Beratit)‏، هي قلعة تُطل على مدينة بيرات في ألبانيا . يعود تاريخ القلعة بشكل أساسي إلى القرن الثالث عشر، وهي مبنية على تلة صخرية على الضفة اليسرى لنهر أوسوم ويمكن الوصول إليها فقط من الجنوب. تقع القلعة على ارتفاع 214 متر (702 قدم).
قلعة بيرات منقوشة على ظهر الأوراق المالية من فئة 10 ليك ألباني التي صدرت في كل من أعوام 1996 و2000 و2013.